# Willy Massoth
Willy Massoth (* 1. Januar 1911 in Groß-Steinheim; † 21. November 1978 in Remagen) war ein deutscher Politiker (CDU).

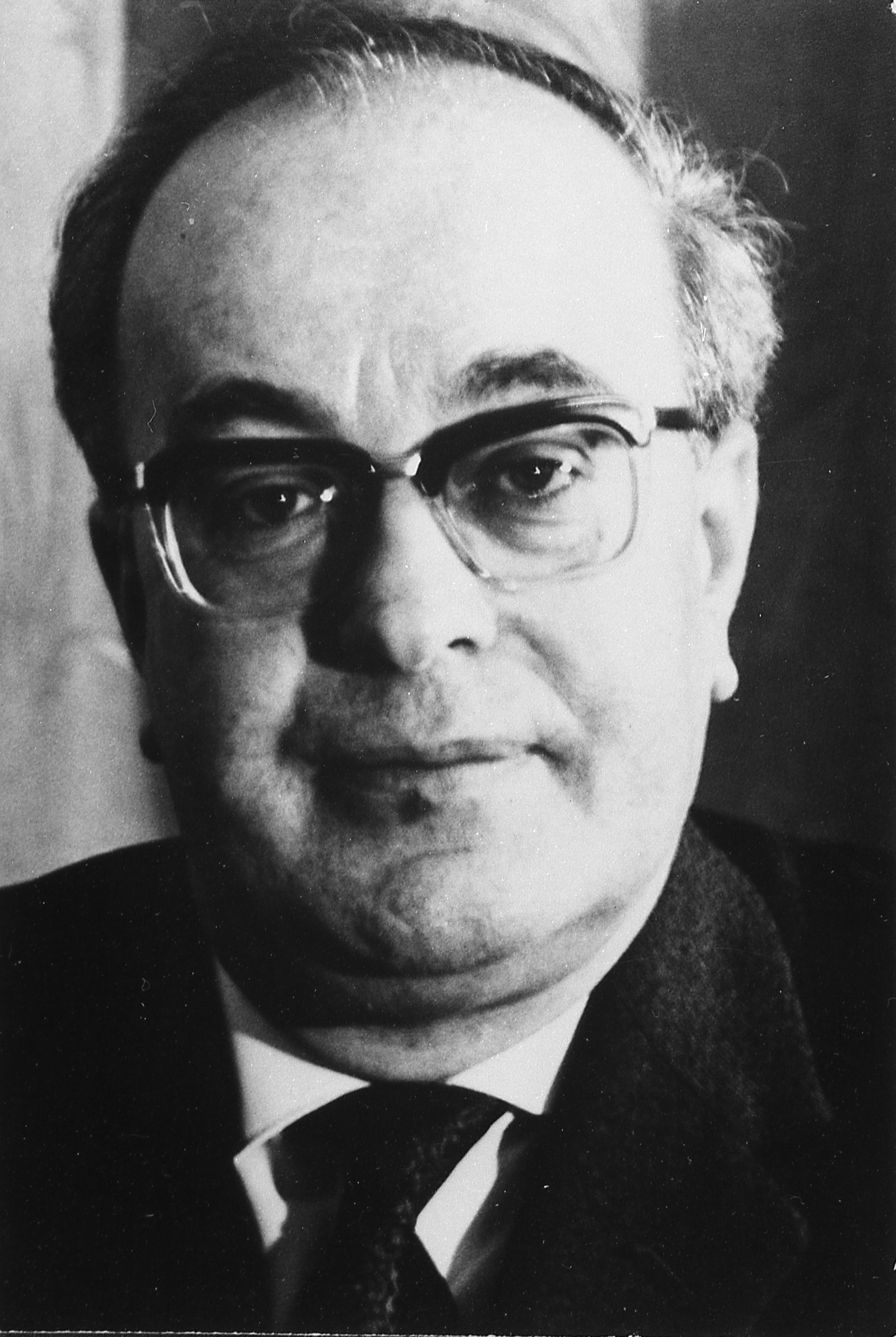
Willy Massoth 1965

## Leben und Beruf
Nach dem Schulbesuch absolvierte Massoth eine Ausbildung zum kaufmännischen Angestellten und arbeitete anschließend in diesem Beruf. Daneben war er von 1924 bis 1940 in der Katholischen Jugendbewegung der Diözese Mainz tätig. Nach der Machtübernahme der Nationalsozialisten wurde er jeweils 1934 und 1936 in „Schutzhaft“ genommen. Im Anschluss daran war er arbeitslos. Von 1940 bis 1945 nahm er als Soldat am Zweiten Weltkrieg teil und geriet zuletzt in US-amerikanische Gefangenschaft.

## Partei
Nach dem Kriegsende schloss Massoth sich der CDU an und war von 1945 bis 1949 Geschäftsführer des CDU-Kreisverbands in Offenbach am Main. Außerdem war er von 1946 bis 1953 Landesvorsitzender der Jungen Union Hessen.

## Abgeordneter
Massoth war von 1946 bis 1948 Kreistagsmitglied des Landkreises Offenbach. Dem Deutschen Bundestag gehörte er seit dessen erster Wahl von 1949 bis 1957 an. Er zog über die Landesliste der CDU Hessen ins Parlament ein.

## Öffentliche Ämter
Massoth amtierte von 1957 bis 1969 als Bürgermeister der Stadt Cochem.